# Overland Airways
Overland Airways ist eine nigerianische Fluggesellschaft mit Sitz in Ikeja und Basis auf dem Flughafen Lagos.

## Geschichte
Overland Airways wurde im September 1998 als Flugzeugcharterunternehmen gegründet und nahm im November 2003 den Linienflugbetrieb auf. Sie ist eine Tochtergesellschaft der Landover Company Limited, eines der führenden Luftfahrt-Dienstleistungs-Unternehmen in Nigeria.

## Flugziele
Overland Airways bedient neben Lagos und Abuja sechs weitere nigerianische Städte. Ab Mitte August 2018[veraltet] ist die Aufnahme von internationalen Verbindungen nach Togo und Benin geplant.

## Flotte

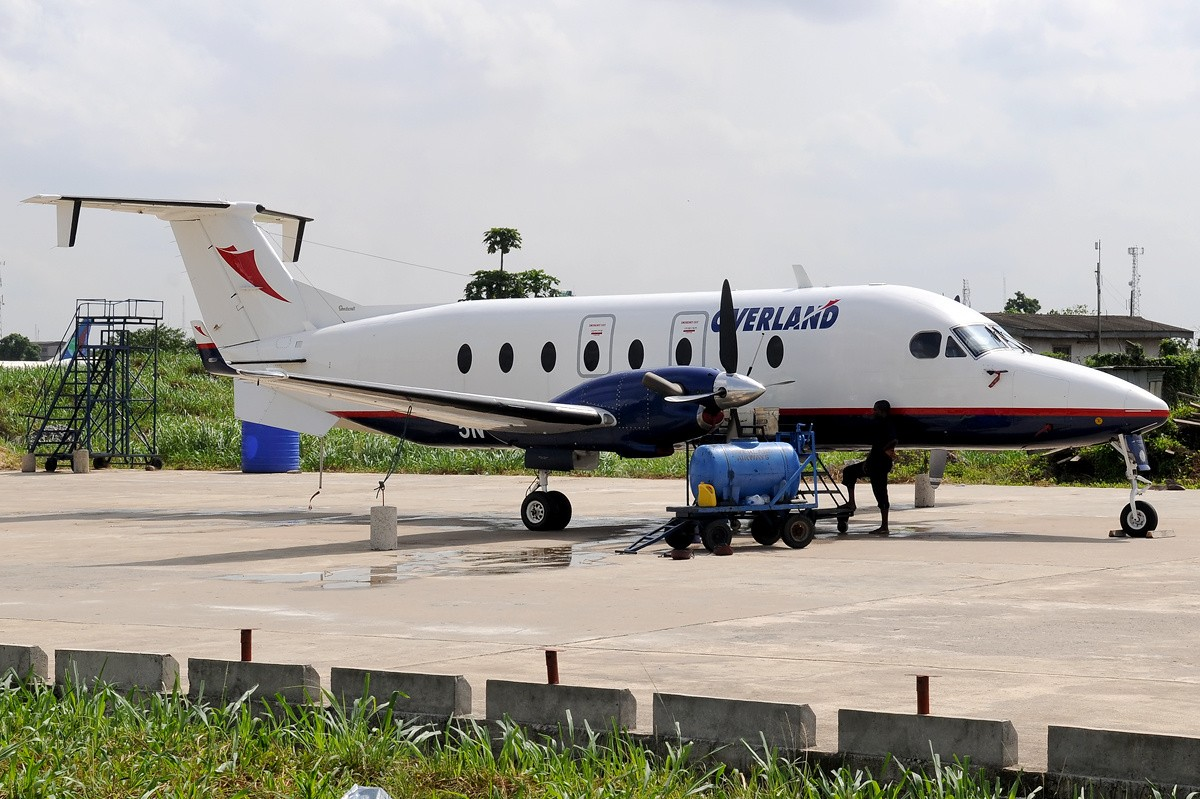
Beechcraft 1900D der Overland Airways

Mit Stand Oktober 2023 besteht die Flotte der Overland Airways aus sieben Flugzeugen mit einem Durchschnittsalter von 28,4 Jahren:
| Flugzeugtyp     | Anzahl | bestellt | Anmerkungen  | Sitzplätze |
| --------------- | ------ | -------- | ------------ | ---------- |
| ATR 42-300      | 4      |          |              | 48         |
| ATR 72-200      | 2      |          | eine inaktiv | 68         |
| Embraer ERJ 145 | 1      |          | inaktiv      |            |
| Gesamt          | 7      | –        |              |            |